# 37-й окремий мотопіхотний батальйон «Запоріжжя»
37-й окремий мотопіхотний батальйон «Запоріжжя» (37 ОМПБ, в/ч А3137, пп В6266) — військове мотопіхотне формування Сухопутних військ Збройних сил України чисельністю у батальйон. Базується в Запорізькій області. Перебуває в підпорядкуванні 56-ї окремої мотопіхотної бригади.
Батальйон був створений восени 2014 року, як добровольчий 37-й батальйон територіальної оборони «Запоріжжя» з мешканців Запорізької області у відповідь на російську агресію.

## Історія

### Російсько-українська війна
18 березня 2014 року, після військового вторгнення Росії до Криму та його анексії, в Україні почалася часткова мобілізація.
13 квітня 2014 року розпочалися бойові дії війни на сході, після захоплення Слов'янська Донецької області російськими диверсійними загонами під командуванням Ігоря Гіркіна. 30 квітня 2014 року в.о. Президента України Олександр Турчинов доручив керівникам обласних адміністрацій почати створення батальйонів територіальної оборони в кожній області України. Функції створення батальйонів поклали на органи влади та військові комісаріати в регіонах кожної з областей України.

### Створення
На початку вересня 2014 року, до вже сформованого в Запорізькій області у квітні 23 БТрО «Хортиця», розпочалося створення додаткового, 37-го батальйону територіальної оборони. Як зауважив один із фундаторів нового підрозділу:

| Якщо буде пробиватися дорога в Крим, як це планувалося спочатку Путіним, вона буде пробиватися саме через Запорізьку область. По дорозі в Маріуполь, Бердянськ, Херсон, Крим. |
| |

Ініціаторами створення батальйону стали ГО «Самооборона Запоріжжя» та «Всеукраїнська громадська організіція „Ніхто крім нас“», яка об'єднує ветеранів-афганців. Бійці 37 БТрО використали девіз та символіку цієї ветеранської організації при створенні батальйону.
4 вересня 2014 року була підписана директива Генерального штабу, яка офіційно затвердила 37 БТрО у складі Сухопутних військ ЗСУ, що дозволило військкоматам Запоріжжя розпочати комплектування нового підрозділу в добровільному порядку (за контрактом) та за призовом під час мобілізації. Формування батальйону проходило на основі Закону України від 25 березня 1992 року № 2232-ХІІ «Про військовий обов'язок і військову службу», «Положення про проходження громадянами військової служби у Збройних Силах України», наказу Міністра оборони України «Про затвердження Інструкції про організацію виконання Положення про проходження громадянами України військової служби у Збройних Силах України».
Командиром батальйону був затверджений майор запасу Олександр Лобас, який брав активну участь у забезпеченні громадського спокою на Запоріжжі весною-літом 2014 року. 17 жовтня за успішне проведення бойового злагодження 37 БТрО йому присвоїли звання підполковника. Особовий склад батальйону з допомогою Запорізької ОДА обладнав для себе військове містечко на території Українського центру льотної підготовки (УЦЛП) розташованому в селі Широке. 7 жовтня заступник військового комісара Запорізької області по роботі з особовим складом полковник Михайло Логвінов повідомив громадськість, що 37 БТрО наповнений на 50 відсотків добровольцями, які «відзначаються високим бойовим духом, готовністю до виконання завдань по забезпеченню незалежності та територіальної цілісності української держави».

### Укомплектування
Штатна чисельність батальйонів територіальної оборони мирного часу була визначена в 426 військовослужбовців. Структурно, батальйони ТрО складалися з управління батальйону, трьох рот — однієї стрілецької (штурмової) та двох охоронних, а також спеціальних взводів та відділень — механізованих, саперних, розвідувальних, снайперських тощо, які формувалися при потребі. На 22 вересня в батальйон було зараховано 250 добровольців із яких 115 новобранців ще не служили у ЗСУ. В урочистій обстановці вони склали Присягу на вірність народу України. 37 БТрО складається із добровольців та мобілізованих запоріжчан, а також з представників інших регіонів країни; всі бійці зробили свідомий вибір служити саме у цьому підрозділі. В жовтні, з метою доукомплектування до 37 БТрО передали одну роту 40 БТрО.
В батальйоні були представлені різні верстви суспільства: від професійних військових, таких як комбат Олександр Лобас чи керівник інженерної служби батальйону Володимир Константинів, до корінних гірників, таких як гірничий майстер Олександр Сарака з ТОВ «Гірничодобувна компанія „Мінерал“» з міста Пологи, Запорізька область. Командир штурмової роти 37 БТрО Валерій Кірик так охарактеризував гірників-пологівців зі своєї роти:
Особовий склад батальйону отримав штатну легку стрілецьку зброю та РПГ-18. З засобів пасивного захисту у вересні були наявні лише сталеві шоломи радянського зразку. По прибуттю у жовтні до зони проведення АТО особовий склад батальйону був доозброєний та одержав більш надійне захисне спорядження.

### Вихід до зони бойових дій
Наприкінці жовтня 2014 року батальйон був повністю укомплектований, особовий склад пройшов належний вишкіл. Батальйон вирушив в зону проведення АТО на сході України, де розпочав свою діяльність із забезпечення проведення виборів в Верховну Раду на звільнених територіях.

### Переформатування
У листопаді 2014 року батальйон було реорганізовано на 37-й окремий мотопіхотний батальйон. Він був переданий до складу 93-ї дніпропетровської механізованої бригади.
В листопаді бійці 37 БТрО діяли в районі Донецького аеропорту[неавторитетне джерело]. Частину з них, наприкінці листопада, перекинули під Дебальцеве.
У травні 2015 року батальйон було переведено до складу 56-ї окремої мотопіхотної бригади, що дислокується в смт Мирне (Мелітопольський район) Запорізької області.
25 червня 2015 року, близько опівдня, поблизу с. Комінтернового, розвідувальна група потрапила в засідку та вступила у ближній бій з противником. Солдат батальйону «Запоріжжя» Анатолій Дубовик залишився прикривати відхід побратимів та відстрілювався до останнього. Дистанція між розвідгрупою та терористами була близько 10 метрів, бій тривав приблизно 15 хвилин. Анатолій прикрив відхід групи з 9 своїх товаришів, але сам зазнав важкого осколкового поранення в голову під час ворожого обстрілу з РПГ та був евакуйований до Маріуполя. Врятувати його життя не вдалося, він помер через 2 години. У бою поранень зазнав ще один військовослужбовець.
З жовтня 2015 року, група під керівництвом Романа Карася отримала бойове завдання перетнути річку Кальміус та, не виходячи на територію, контрольовану терористами, зайняти пости для спостереження за їх діями. 4 жовтня, троє бійців 37-го батальйону вирушили на виручку побратимам з батальйону «Донбас», які підірвалися на міні в секторі «М» поблизу с. Павлопіль. Під час руху військовослужбовці підірвалися на «розтяжці» з міною біля села Пищевик. Роман Карась загинув, решта — зазнали поранень.

## Побут

### Шефська допомога
Трудові колективи та громадські організації Запорізької області взяли шефство над новоствореною військовою частиною. Так, наприклад, ВАТ «Запорізький феросплавний завод», одразу ж переказав на рахунок батальйону п'ятсот тридцять тисяч гривень на обладнання військового містечка. Після відправки батальйону в район проведення АТО/ООС волонтери та небайдужі запоріжчани не залишаються осторонь від вирішення побутових проблем військовослужбовців.

## Командування
- (2014—2015) підполковник Лобас Олександр;
- (2019 — грудень 2020) старший лейтенант Лановенко Павло Петрович («Морпех»)
- (з квітня 2021 — травень 2022) підполковник Максим Гребеннік («Чібіс»).
- (з травня 2022) капітан Василь Слободян («Петрович»)

## Втрати
- 25 червня 2015 року, в бою поблизу с. Комінтернового смертельне поранення отримав солдат Анатолій Дубовик;
- З жовтня 2015 року, солдат Роман Карась загинув поблизу с. Пищевик в результаті підриву на міні з «розтяжкою»;
- 15 лютого 2016 року, трагічно загинув солдат Танський Вадим Юрійович[23].
- 1 березня 2016 року, під час несення служби поблизу с. Касянівка Володарського району загинув солдат Воронов Дмитро Станіславович[24].
- 29 травня 2016 року, у секторі «Маріуполь», в районі Павлопіль — Гнутове загинув старший солдат Денис Богданов.
- 13 вересня 2016 року, на блокпості поблизу смт Зайцеве (Бахмутський район) внаслідок артилерійського обстрілу терористів зі 152-мм гармат 2А36 «Гіацинт-Б», загинув молодший сержант Олександр Гулькевич.
- 15 лютого 2017 року, в районі смт. Донське (Волноваський район) трагічно загинув молодший сержант Сазонов Леонід Олександрович[25].
- 6 червня 2018 року загинули молодший сержант Ігор Французан[26] та солдат Степан Литковець.
- 20 січня 2020 молодший сержант Муха Василь Миколайович
- 11 січня 2021 року, близько 15:30, під час виконання бойового завдання поблизу с. Піски в результаті смертельного кульового поранення, завданого снайпером найманців РФ загинув старший солдат, стрілець — помічник гранатометника Андрієнко Олег Віталійович[27].
- 31 серпня 2023, сержант Мірущенко Павло Володимирович, загинув у н.п. Оріхово - Василівка Донецької області.

## Інциденти
27 грудня 2020 року, в м. Краматорську, за поданням ДБР, відносно командира 37-го окремого мотопіхотного батальйону старшого лейтенанта Павла Лановенка («Морпех»), який підозрюється в перевищенні службових повноважень, було обрано запобіжний захід у вигляді взяття під варту на 30 діб з утриманням на гауптвахті Донецького Загального відділу ВСП у ЗС України. Його підозрювали у побитті військового, який перебував у стані наркотичного сп'яніння. У 2021 його було знято з посади з пониженням у рядові у зв'язку з підробленими документами про освіту.[джерело?]
13 січня 2022 року, в м. Дружківці Донецької області відбудеться перше судове засідання у справі Павла Лановенка щодо можливого перевищення ним службових обов’язків з нанесенням тяжких тілесних ушкоджень.

## Символіка
На нарукавному знаку батальйону старого зразка зображено стилізований тризуб на грудях орла, фігуру якого уживано в українській геральдиці від часів середньовіччя.

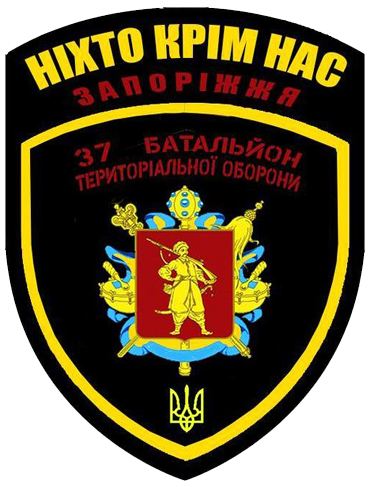
Емблема 37 БТрО Запорізької області
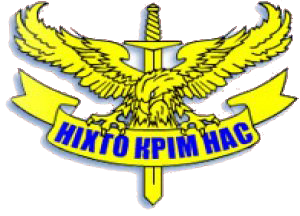
Знак розрізнення, 2014 р.
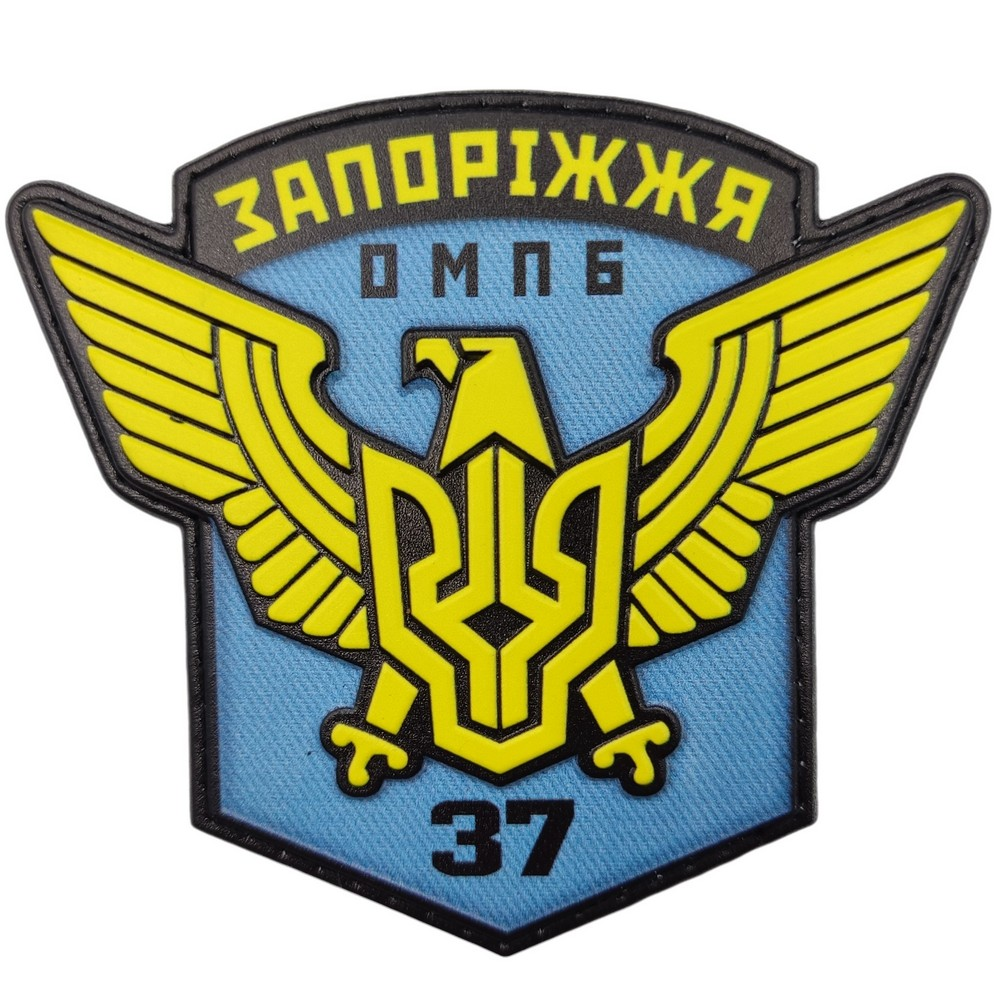
Нарукавний знак батальйону (парадний)